# Kim Bender
Kim Bender (* 24. Juli 1969 in Neustadt am Rübenberge) ist eine deutschsprachige Autorin und das Pseudonym der Literaturwissenschaftlerin und Verlegerin Tanja Weiß. 

## Leben
Bereits im Alter von sieben Jahren schrieb sie ihre erste Geschichte. Ihre erste Kurzgeschichte wurde 1989 veröffentlicht. Nach einer Banklehre und diversen Praktika (u. a. beim ZDF) studierte sie Anglistik, Amerikanistik und Germanistik. Nach dem Magisterabschluss in englischer und deutscher Literatur- und Sprachwissenschaft arbeitete sie sechs Jahre lang als Lokalredakteurin, bevor sie 2003 ihre Promotion in Germanistik und die Lehrtätigkeit an der Universität Hannover begann. Im Dezember 2006 beendete sie ihre Dissertation über „Aufführung im Minnesang und Rock“. Neben ihrer schriftstellerischen Tätigkeit lehrt die Autorin Deutsch, Englisch und Pädagogik an der Universität Hannover (bis 2007), der Volkshochschule Hannover Land und einer privaten Modeschule in Hannover. Seit 2003 arbeitet sie auch als Verlegerin im eigenen Verlag, dem „Rübenberger Verlag Tanja Weiß“.
Kim Bender wohnt in Neustadt am Rübenberge bei Hannover.

## Werke
Sie ist zumeist durch ihre Jugendromane bekannt, schreibt aber auch Romane für Erwachsene, Drehbücher und Kurzgeschichten. Ihr literarisches Debüt erlangte sie 2002 mit dem Jugendroman Schonzeit für Tontauben, in dem es um Mobbing in der Schule geht. Der Roman, der von den Kultusministerien der Länder Rheinland-Pfalz und Mecklenburg-Vorpommern sowie Brandenburg (hier mit den Worten Sowohl das Thema, als auch das gewählte „Happy End“ bieten unterschiedliche Diskussionsansätze für den Unterricht.) zur Lektüre an Schulen empfohlen wird, ist mittlerweile an vielen Schulen Gegenstand des Deutschunterrichts. Er ist aus der Ich-Perspektive des Täters erzählt. Auch mit ihrem zweiten Jugendroman Nicht halb so schlecht, in dem es um Vorurteile, Freundschaften zwischen Jungen und eine junge Punkband geht, erreichte die Autorin Aufmerksamkeit bei der Kritik. 